# Enrique Peña Zauner
Enrique Manuel Peña Zauner (* 4. März 2000 in Offenbach am Main) ist ein deutsch-venezolanischer Fußballspieler. Er wurde überwiegend bei Eintracht Frankfurt ausgebildet und war sowohl deutscher U16- als auch venezolanischer U20-Nationalspieler.

## Karriere

### Verein
Peña Zauner, Sohn eines venezolanischen Vaters und einer deutschen Mutter, wurde in Offenbach geboren, ging dort bis zu seinem 17. Lebensjahr zur Schule und trat dem ortsansässigen Fußballverein SG Rosenhöhe Offenbach bei, bevor er in das Nachwuchsleistungszentrum von Eintracht Frankfurt wechselte. Im Sommer 2017 schloss er sich der U19 von Borussia Dortmund an. Nachdem er zunächst wegen eines Ermüdungsbruches gefehlt hatte, kam der Offensivspieler in dreizehn Partien in der West-Staffel der A-Jugend-Bundesliga zum Einsatz und erzielte zwei Tore. Dabei qualifizierte sich die U19 des BVB für die Endrunde und schied dort gegen den späteren Meister Hertha BSC aus. In der Folgesaison gelang ihm der Durchbruch, als er in 22 Partien acht Tore erzielte und auch jeweils einen Treffer in sechs Spielen in der UEFA Youth League beziehungsweise vier Einsätzen im DFB-Pokal der Junioren schoss. In der deutschlandweiten Endrunde um die Meisterschaft erzielte Peña Zauner in drei Einsätzen zwei Tore und wurde mit der Mannschaft am Ende A-Jugend-Meister.
Obwohl er Angebote von Royal Excelsior Mouscron und vom LASK erhalten hatte, entschied sich der Mittelfeldspieler zur Saison 2019/20 für einen Wechsel zum SV Sandhausen in die 2. Bundesliga. In seinem ersten Profijahr konnte er sich allerdings nicht durchsetzen. Der Mittelfeldspieler kam unter dem Cheftrainer Uwe Koschinat auf 5 Einwechslungen in der Liga, bei denen er ein Tor erzielte. Zudem spielte er 3-mal für die zweite Mannschaft in der fünftklassigen Oberliga Baden-Württemberg. Auch in der Saison 2020/21 konnte sich Peña Zauner nicht etablieren. Er kam unter Koschinat und dessen Nachfolgern Michael Schiele sowie Stefan Kulovits und Gerhard Kleppinger (als Trainerduo) zu 11 Einwechslungen. Nachdem Peña Zauner an den ersten beiden Spieltagen der Saison 2021/22 nicht zum Einsatz gekommen war, einigte er sich mit dem Verein auf eine Auflösung seines noch bis zum Saisonende laufenden Vertrags.
Anfang August 2021 schloss sich Peña Zauner dem Drittligisten Eintracht Braunschweig an. Der 21-Jährige unterschrieb beim Absteiger einen Vertrag bis zum 30. Juni 2023 und traf wieder auf den Cheftrainer Michael Schiele.
Ende Juli 2023 wechselte er zum niederländischen Zweitligisten Roda JC Kerkrade.

### Nationalmannschaft
Peña Zauner besitzt neben der deutschen auch die venezolanische Staatsbürgerschaft. Nachdem er für die hessische U15- und U16-Landesauswahl zum Einsatz gekommen war und drei Partien für die deutsche U16-Nationalmannschaft absolviert hatte, entschied er sich, für venezolanische Auswahlmannschaften zu spielen. Mit der venezolanischen U20-Nationalmannschaft nahm er an der U20-Südamerikameisterschaft 2019 in Chile teil und wurde mit der Mannschaft letzter der Finalrunde.

## Erfolge
Borussia Dortmund
- Deutscher A-Jugend-Meister: 2019